# Evan (Minnesota)
Evan – miasto w Stanach Zjednoczonych, w stanie Minnesota, w hrabstwie Brown.